# Catholicon (dictionnaire latin)
Pour les articles homonymes, voir Catholicon.
Ne doit pas être confondu avec Catholicon (dictionnaire trilingue).
Le Summa grammaticalis quae vocatur Catholicon ou Catholicon est un dictionnaire latin écrit en 1286 par le dominicain italien Giovanni Balbi, dit Jean de Gênes ou Johannes Januensis de Balbis. Il contient certaines informations encyclopédiques et une grammaire latine. Il est utilisé durant le Moyen Âge dans l’interprétation de la Bible, sous forme de manuscrit ; c’est aussi un des premiers livres à être imprimé avec la nouvelle technique de Johannes Gutenberg en 1460. 
Il comporte quatre parties  précédant le dictionnaire latin enrichi de citations : l'orthographe, la prononciation (l'accent), la syntaxe et la forme des mots, figures de la rhétorique.
Il ne doit pas être confondu avec le Catholicon de Lagadeuc, dictionnaire latin-breton-français, publié en 1499.